# Gabriel Weiß
Gabriel Weiß (* 15. April 1866 in Straden; † vor dem 26. April 1931) war ein österreichischer Pfarrer und Politiker.

## Leben
Weiß war der Sohn des Landwirts Josef Weiß (* 14. Juni 1826; † 26. Dezember 1900) und dessen Ehefrau Theresia geb. Leopold (* 1. Oktober 1825; † 15. Juli 1893). Er war römisch-katholisch und blieb ledig. 
Am 10. Mai 1890 wurde er zum Priester geweiht. Ab 1891 war er Stadtpfarrkaplan in Villach und später Domvikar in Klagenfurt. Im Jahr 1903 legte er die Pfarr-Konkursprüfung ab. 1901 wurde er Direktor der St.-Josef-Vereins-Buchdruckerei und St.-Norbertus-Buch-und-Kunstdruckerei in Wien. Daneben war er Präses der Genossenschafts-Zentralkasse und Kassierer des Modestusvereines. Nach dem Konkurs der landwirtschaftlichen Zentralkasse im 1910 flüchtete er mit unbekanntem Ziel aus Kärnten. Er ist danach weder im Schematismus der Diözese Gurk noch der Diözese Graz-Seckau (Graz war Wohnort seines Bruders) aufzufinden.
Vom 16. April 1903 bis zum 2. Februar 1909 war er Abgeordneter im Kärntner Landtag für den Wahlkreis LGM 11 Spittal. Im Landtag war er Obmann des Finanzausschusses, Mitglied des politisch-juridischen Ausschusses und gehörte dem Klub der Christlichsozialen Partei an.
Er wurde mit dem Titel eines fürstbischöflichen Konsistorialrats, dem Titel Monsignore und 1904 dem eines päpstlichen Ehrenkämmerers ausgezeichnet.